# داخل البحر
داخل البحر هو فيلم حركة تم إنتاجه في الولايات المتحدة وصدر في سنة 2005. الفيلم من إخراج جون ستوكويل وكتابة مات جونسون. من بطولة بول ووكر وجيسيكا ألبا.

## القصة
يعيش جاريد مع صديقته سام في جزر الباهاماس، ويعملان في الغطس والبحث عن الكنوز الغارقة.

## الميزانية والإيرادات
بلغت تكلفة إنتاج الفيلم حوالي 50 مليون دولار بينما حقق إيرادات تقدر بـ 44.4 مليون دولار.

## وصلات خارجية
- داخل البحر على موقع IMDb (الإنجليزية)
- داخل البحر على موقع ميتاكريتيك (الإنجليزية)
- داخل البحر على موقع روتن توميتوز (الإنجليزية)
- داخل البحر على موقع نتفليكس (الإنجليزية)
- داخل البحر على موقع قاعدة بيانات الأفلام العربية
- داخل البحر على موقع ألو سيني (الفرنسية)
- داخل البحر على موقع Turner Classic Movies (الإنجليزية)
- داخل البحر على موقع أول موفي (الإنجليزية)
- داخل البحر على موقع بوكس أوفيس موجو (الإنجليزية)
- داخل البحر على موقع فيلمافينيتي (الإسبانية)